# Valdrack Jaentschke
Valdrack Ludwing Jaentschke Whitaker es un político de Nicaragua, actual canciller de este país, nombrado el 7 de septiembre de 2024.
Jaentschke Whitaker, nacido el 22 de agosto de 1959 en la Isla del Maíz, es originario de Bluefields, en el Caribe sur, sociólogo de profesión y fue asesor en Desarrollo Institucional del Ministerio de Defensa durante el Gobierno de Enrique Bolaños (2002-2007).
Jaentschke Whitaker fue ministro consejero con funciones consulares de la embajada de Nicaragua en Costa Rica y se ha desempeñado como viceministro de Relaciones Exteriores, embajador de Nicaragua en Honduras, Guatemala y otros 15 cargos en el Gobierno de Ortega.